# Kuwejt na Mistrzostwach Świata w Lekkoatletyce 2013
Kuwejt na Mistrzostwach Świata w Lekkoatletyce 2013 – reprezentacja Kuwejtu na Mistrzostwach Świata w Moskwie liczyła 1 zawodnika. Do konkurencji rzutu młotem zgłoszony był Ali Mohamed Al-Zinkawi, jednak zawodnik nie pojawił się na starcie.

## Występy reprezentantów Kuwejtu
| Konkurencja          | Zawodnik               | Eliminacje | Eliminacje | Finał    | Finał   |
| Konkurencja          | Zawodnik               | Rezultat   | Pozycja    | Rezultat | Pozycja |
| -------------------- | ---------------------- | ---------- | ---------- | -------- | ------- |
| Rzut młotem mężczyzn | Ali Mohamed Al-Zinkawi | DNS        | DNS        | NQ       | NQ      |